# Joran Vliegen
Joran Vliegen (nació el 7 de julio de 1993) es un jugador de tenis belga.
Su mejor clasificación en la ATP fue la número 508 del mundo, que llegó el 1 de agosto de 2016. En dobles alcanzó número 28 del mundo, que llegó el 14 de junio de 2021.

## Títulos de Grand Slam

### Dobles

#### Finalista (1)
| Año  | Torneo        | Pareja       | Oponentes en la final      | Resultado |
| 2023 | Roland Garros | Sander Gillé | Ivan Dodig Austin Krajicek | 3-6, 1-6  |

### Dobles mixto

#### Finalista (2)
| Año  | Torneo        | Pareja         | Oponentes en la final        | Resultado        |
| 2022 | Roland Garros | Ulrike Eikkeri | Ena Shibahara Wesley Koolhof | 6-7(5), 2-6      |
| 2023 | Wimbledon     | Xu Yifan       | Lyudmyla Kichenok Mate Pavić | 4-6, 7-6(9), 3-6 |

## Títulos ATP (8; 0+8)

### Dobles (8)
| Leyenda                         |
| ------------------------------- |
| Grand Slam (0)                  |
| ATP World Tour Finals (0)       |
| ATP World Tour Masters 1000 (1) |
| ATP World Tour 500 (0)          |
| ATP World Tour 250 (7)          |

| N.º | Fecha                    | Torneo     | Superficie    | Pareja       | Oponentes en la final                  | Resultado           |
| --- | ------------------------ | ---------- | ------------- | ------------ | -------------------------------------- | ------------------- |
| 1.  | 21 de julio de 2019      | Bastad     | Tierra batida | Sander Gillé | Federico Delbonis Horacio Zeballos     | 6-7(5), 7-5, [10-5] |
| 2.  | 28 de julio de 2019      | Gstaad     | Tierra batida | Sander Gillé | Philipp Oswald Filip Polášek           | 6-4, 6-3            |
| 3.  | 29 de septiembre de 2019 | Zhuhai     | Dura          | Sander Gillé | Marcelo Demoliner Matwé Middelkoop     | 7-6(2), 7-6(4)      |
| 4.  | 1 de noviembre de 2020   | Astaná     | Dura (i)      | Sander Gillé | Max Purcell Luke Saville               | 7-5, 6-3            |
| 5.  | 28 de febrero de 2021    | Singapur   | Dura (i)      | Sander Gillé | Matthew Ebden John-Patrick Smith       | 6-2, 6-3            |
| 6.  | 7 de enero de 2023       | Pune       | Dura          | Sander Gillé | N. Sriram Balaji Jeevan Nedunchezhiyan | 6-4, 6-4            |
| 7.  | 9 de abril de 2023       | Estoril    | Tierra batida | Sander Gillé | Nikola Čačić Miomir Kecmanović         | 6-3, 6-4            |
| 8.  | 14 de abril de 2024      | Montecarlo | Tierra batida | Sander Gillé | Marcelo Melo Alexander Zverev          | 5-7, 6-3, [10-5]    |

#### Finalista (7)
| N.º | Fecha                 | Torneo        | Superficie    | Pareja       | Oponentes en la final         | Resultado           |
| --- | --------------------- | ------------- | ------------- | ------------ | ----------------------------- | ------------------- |
| 1.  | 3 de agosto de 2019   | Kitzbühel     | Tierra batida | Sander Gillé | Philipp Oswald Filip Polášek  | 4-6, 4-6            |
| 2.  | 2 de mayo de 2021     | Múnich        | Tierra batida | Sander Gillé | Wesley Koolhof Kevin Krawietz | 6-4, 4-6, [5-10]    |
| 3.  | 10 de junio de 2023   | Roland Garros | Tierra batida | Sander Gillé | Ivan Dodig Austin Krajicek    | 3-6, 1-6            |
| 4.  | 30 de julio de 2023   | Hamburgo      | Tierra batida | Sander Gillé | Kevin Krawietz Tim Puetz      | 6-7(4), 3-6         |
| 5.  | 7 de en(4)ero de 2024 | Hong Kong     | Dura          | Sander Gillé | Marcelo Arévalo Mate Pavić    | 6-7(3), 4-6         |
| 6.  | 24 de mayo de 2025    | Ginebra       | Tierra batida | Ariel Behar  | Sadio Doumbia Fabien Reboul   | 7-6(4), 4-6, [9-11] |
| 7.  | 27 de junio de 2025   | Eastbourne    | Hierba        | Ariel Behar  | Julian Cash Lloyd Glasspool   | 4-6, 6-7(5)         |

## Títulos Challenger
| Leyenda               | Individuales | Dobles |
| --------------------- | ------------ | ------ |
| ATP Challenger Series | 0            | 5      |

### Dobles
| N.º | Fecha                | Torneos                    | Superficie    | Pareja       | Oponentes                        | Resultado               |
| --- | -------------------- | -------------------------- | ------------- | ------------ | -------------------------------- | ----------------------- |
| 1.  | 13 de agosto de 2016 | Challenger de Trnava       | Tierra batida | Sander Gillé | Tomasz Bednarek Roman Jebavý     | 6-2, 7-5                |
| 2.  | 18 de junio de 2017  | Challenger de Lyon         | Tierra batida | Sander Gillé | Gero Kretschmer Roman Jebavý     | 6-7(2), 7-6(2), [14-12] |
| 3.  | 25 de junio de 2017  | Challenger de Blois        | Tierra batida | Sander Gillé | Máximo González Fabrício Neis    | 3-6, 6-3, [10-7]        |
| 4.  | 23 de julio de 2017  | Challenger de Scheveningen | Tierra batida | Sander Gillé | Jozef Kovalík Stefanos Tsitsipas | 6-2, 3-6, [12-10]       |
| 5.  | 29 de julio de 2017  | Challenger de Tampere      | Tierra batida | Sander Gillé | Lucas Gómez Juan Ignacio Londero | 6-2, 6-7(5), [10-3]     |